# Taco Schonegevel
Taco Schonegevel, né le 14 septembre 1756 à Dokkum et mort dans cette ville le 27 novembre 1819, est un homme politique néerlandais.

## Biographie
Schonegevel est issu d'une famille de brasseurs de la province de Frise. Favorable à la Révolution batave, il devient membre de la municipalité de Dokkum et de l'assemblée provisoire de la Frise au printemps 1795. Il est élu député à la première Assemblée nationale batave par le district de Drachten en janvier 1796. Il n'est pas réélu en août 1797 lors du renouvellement de l'assemblée.
En 1802, il redevient membre du conseil municipal de Dokkum et en devient maire lorsque la Hollande devient française en 1810. Il siège également au conseil cantonal de Dokkum. Après la restauration de l'indépendance néerlandaise, Schonegevel est écarté des institutions communales de Dokkum mais est réélu au conseil municipal en 1816, en devenant bourgmestre jusqu'à sa mort.